# فرودگاه رژوکا
فرودگاه رژوکا (به انگلیسی: Rzhevka Airport) یک فرودگاه همگانی با کد یاتا RVH است که یک باند فرود آسفالت دارد و طول باند آن ۱۸۰۰ متر است. این فرودگاه در شهر سن پترزبورگ کشور روسیه قرار دارد و در ارتفاع ۱۹ متری از سطح دریا واقع شده است.